# АО «Совхоз имени Ленина»
Акционерное общество «Совхоз имени Ленина» — сельскохозяйственное предприятие в России, производитель земляники садовой (клубники).

## История
Предприятие ведет свою историю с 10 ноября 1918 года, когда произошла регистрация в Московском областном земельном отделе совхоза «Орешковский хутор». До 1917 года часть территории принадлежала Николо-Перервинскому монастырю.
«Орешковский хутор» в 1928 году был переименован в совхоз имени Ленина. Изначально хозяйство совхоза было небольшим. Согласно данным Центрального государственного архива народного хозяйства СССР на 1 июля 1922 года в совхозе было 92 га пашни и 16 га садов, 9 лошадей, 10 коров, 13 свиней и 18 кур. «Машинный парк» — 4 плуга, 2 сохи, сеялка, культиватор, косилка, соломорезка, молотилка и ещё несколько простейших орудий. В 1928 году были получены первые два трактора «Фордзон». Из жилых построек в начале 1930-х годов стояло 5 маленьких крестьянских изб. В 1932 году присоединили новые земли — хутор Караваево, небольшой участок земли в лесу возле деревни Мисайлово. Здесь было положено начало земляничным плантациям. В 1933 году был построен первый двухэтажный щитовой дом на 16 квартир. В 1936 году был заложен первый земляничный севооборот.
В 1941 году были построены пять домов барачного типа, детский сад-ясли, начальная школа, контора совхоза, столовая-клуб, механические мастерские, гараж, пожарное депо, баня и зернохранилище. Также в 1941 году пробурили артезианскую скважину, полностью электрифицировали и радиофицировали совхоз.
В годы Великой Отечественной войны хозяйство сильно пострадало от сокращений. С 1961 по 1966 г к хозяйству были присоединены новые земли колхоза им. Мичурина — 1261 га и колхоза им. Димитрова — 915 га, позднее часть колхоза «Владимира Ильича» — 349 га и совхоза «Белая дача» — 106 га. В этот же период идёт закладка новых садов.
В 1970-е годы хозяйство переживало свой расцвет. Увеличился машинный парк, расширилась пашня, проводился внутрихозяйственная специализация и концентрация. В 1975 вступили в плодоношения сады, были собраны рекордно высокие урожаи плодов и ягод. Однако погодные условия в 1978—1979 годах и изъятие части земель под микрорайон привели к частичной гибели садов и, как следствие, уменьшению их площади.
Начиная с 1980-х годов хозяйство шло по пути увеличения площадей земляничных плантаций. В 1990-е годы производство земляники резко упало. Только с 2000-х годов начался новый подъём в выращивании этой культуры.
В 1995 году тогдашний директор совхоза им. Ленина Пётр Рябцев собрал коллектив и объявил, что уходит в отставку по состоянию здоровья. Своим коллегам он посоветовал избрать директором своего заместителя — Павла Грудинина.

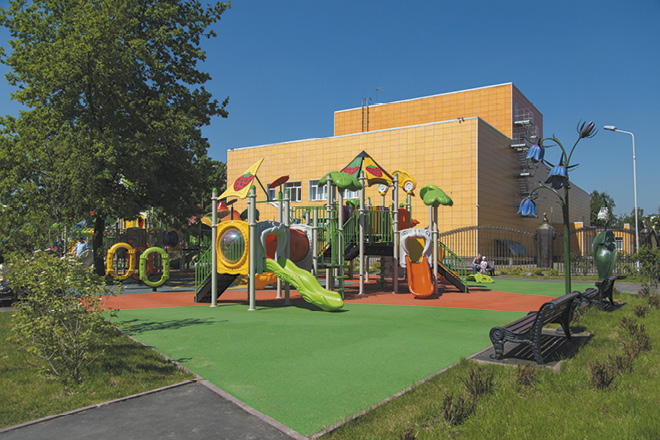
Детская площадка в парке

В 1995 году, через три месяца после избрания Грудинина, на базе совхоза было создано Закрытое акционерное общество «Совхоз имени Ленина».
На сегодняшний день ЗАО «Совхоз имени Ленина» представляет собой многопрофильное хозяйство, которое выращивает сельскохозяйственную продукцию, выпускает соки «Удачный». Также компания имеет цех животноводства.
31 октября 2011 года в журнале «Русский репортёр» вышла статья про совхоз имени Ленина и его главу Павла Грудинина под названием «Палниколаич имени Ленина», и в ней в основном говорилось о бизнесе Грудинина — «2000 гектаров золотой подмосковной земли, где вопреки всем законам рынка до сих пор реально ведется сельское хозяйство».

### Дело об отчуждении земель ЗАО «Совхоз им. Ленина»
В 2018 году акционеры «Совхоза им. Ленина» судились с Грудининым, требуя признать недействительной сделку об отчуждении земель Совхоза в пользу компании «ТТ девелопмент». Сделка была проведена ещё в августе 2008 года, но простые акционеры узнали об этом только десять лет спустя, из публикаций в СМИ. В марте 2018 года суд признал требования акционеров о возврате в собственность ЗАО двух земельных участков стоимостью более 1 миллиарда рублей справедливыми. По следам этого решения в октябре 2018 года бывшие работники колхоза подали иск о взыскании с Грудинина 1,1 млрд рублей. В январе 2019 года сумма иска возросла до 2,1 млрд рублей.

## Руководство и собственники
Директор — Грудинин Павел Николаевич.
После окончания учёбы в 1982 году, Грудинин работал инженером-механиком в государственном предприятии — совхозе имени Ленина, где уже трудились многие члены его семьи. С 1982 года по 1989 год занимал должность заведующего механической мастерской этого совхоза. В 1990 году был избран заместителем директора совхоза по коммерческим вопросам, а после преобразования государственного предприятия в акционерное общество в 1995 году — директором ЗАО «Совхоз имени Ленина». Является владельцем 42,8 % акций ЗАО «Совхоз имени Ленина».

## Конфликты после выборов президента
После президентских выборов в 2018 г. жена Павла Грудинина, с которой он развёлся в 2018 г., обратилась в суд, и по решению суда она стала владельцем 2/3 имущества Грудинина, то есть 42 % всех акций совхоза. Также суд признал её инвалидом; а апелляцию Грудинина отклонил. КПРФ расценила эти действия как попытку рейдерского захвата. 12 июня и 13 июля проводились митинги в поддержку Грудинина, совхоза и за смену власти.

## Финансовое положение
Выручка от продаж ЗАО «Совхоз им. Ленина», по данным ГМЦ Росстата, в 2014—2015 годах составила более 2,3 млрд руб. По данным СПАРК, в 2014—2017 годах сумма госконтрактов выросла более чем в 16 раз — с 3,6 млн до 57,9 млн руб.